# Internationaux de Tennis de Troyes 2024
L'Internationaux de Tennis de Troyes 2024 è stato un torneo maschile di tennis professionistico. È stata la 3ª edizione del torneo, facente parte della categoria Challenger 50 nell'ambito dell'ATP Challenger Tour 2024, con un montepremi di 36 000 €. Si è giocato dal 1° al 7 luglio 2024 sui campi in terra rossa del Tennis Club de Troyes di Troyes, in Francia.

## Partecipanti

### Teste di serie
| Nazionalità | Giocatore           | Ranking* | Testa di serie |
| ----------- | ------------------- | -------- | -------------- |
| Argentina   | Marco Trungelliti   | 153      | 1              |
| Francia     | Calvin Hemery       | 200      | 2              |
| Kazakistan  | Timofej Skatov      | 229      | 3              |
| Ecuador     | Álvaro Guillén Meza | 259      | 4              |
| Lituania    | Vilius Gaubas       | 272      | 5              |
| Francia     | Tristan Lamasine    | 280      | 6              |
| Danimarca   | Elmer Møller        | 281      | 7              |
| Spagna      | Martín Landaluce    | 303      | 8              |

* Ranking al 24 giugno 2024.

### Altri partecipanti
I seguenti giocatori hanno ricevuto una wild card per il tabellone principale:
- Abel Hernández Aguila
- Lilian Marmousez
- Maxence Rivet

Il seguente giocatore è entrato in tabellone con il ranking protetto:
- Nicolás Álvarez Varona

I seguenti giocatori sono passati dalle qualificazioni:
- Olaf Pieczkowski
- Evgenij Karlovskij
- Mika Brunold
- Constantin Bittoun
- Neil Oberleitner
- Maxence Beaugé

## Punti e montepremi
| Torneo    | Torneo              | V     | F     | SF    | QF    | 2T  | 1T  | Q | Q2  | Q1  |
| Singolare | Punti               | 50    | 25    | 14    | 8     | 4   | 0   | 3 | 1   | 0   |
| Singolare | Premi in denaro (€) | 4 910 | 2 950 | 1 735 | 1 000 | 600 | 360 | – | 180 | 110 |
| Doppio    | Punti               | 50    | 25    | 14    | 8     | –   | 0   | – | –   | –   |
| Doppio    | Premi in denaro (€) | 1 900 | 1 110 | 670   | 390   | –   | 225 | – | –   | –   |

## Campioni

### Singolare
Gabriel Debru ha sconfitto in finale  Timofej Skatov con il punteggio di 6–3, 6(1)–7, 7–5.

### Doppio
Neil Oberleitner /  Jakub Paul hanno sconfitto in finale  Denis Istomin /  Evgenij Karlovskij con il punteggio di 6–4, 7–6(1).